# Crambus lybistidellus
Crambus lybistidellus là một loài bướm đêm trong họ Crambidae.